# 第81回全日本アイスホッケー選手権大会
第81回全日本アイスホッケー選手権大会（だい81かい ぜんにほんアイスホッケーせんしゅけんたいかい）は、2013年11月29日から12月1日まで札幌市月寒体育館で開催された全日本アイスホッケー選手権大会である。日本製紙クレインズが2大会ぶり6度目の優勝を果たした。

## 出場チーム
出場チームは下記の8チーム
アジアリーグアイスホッケー 4チーム
- 日本製紙クレインズ
- 王子イーグルス
- 東北フリーブレイズ
- H.C. TOCHIGI 日光アイスバックス

平成25年度関東大学アイスホッケーリーグ戦 2チーム
- 中央大学（1位）
- 早稲田大学（2位）

第60回関西学生アイスホッケーリーグ戦 1チーム
- 関西大学（1位）

第1回日本アイスホッケー連盟会長杯 優勝チーム
- チームハセガワ

## 試合結果
1回戦　11月29日
| 時刻   |                                                |
| ------ | ---------------------------------------------- |
| 10：00 | 東北フリーブレイズ 6 -1 関西大学               |
| 13：00 | 王子イーグルス 10 - 0 中央大学                 |
| 16：00 | チームハセガワ 0 - 11 日本製紙クレインズ       |
| 19：00 | 早稲田大学 1 - 3 H.C.TOCHIGI日光アイスバックス |

準決勝　11月30日
| 時刻   | Y1                                                   |
| ------ | ---------------------------------------------------- |
| 12：00 | 王子イーグルス 3 - 2 H.C. TOCHIGI 日光アイスバックス |
| 15：00 | 東北フリーブレイズ 2 - 3 日本製紙クレインズ          |

3位決定戦　12月1日
| 時刻   |                                                          |
| ------ | -------------------------------------------------------- |
| 12：00 | H.C. TOCHIGI 日光アイスバックス 2 - 3 東北フリーブレイズ |

決勝　12月1日
| 時刻   |                                         |
| ------ | --------------------------------------- |
| 15：00 | 王子イーグルス 4 - 5 日本製紙クレインズ |

## 表彰
| 部門       | 受賞者   | 所属               |
| 最優秀選手 | 佐藤博史 | 日本製紙クレインズ |